# Ryktet går…
Ryktet går… (engelska: Rumor Has It…) är en amerikansk romantisk komedi från 2005 i regi av Rob Reiner med Jennifer Aniston och Kevin Costner i huvudrollerna. Filmen hade Sverigepremiär den 20 januari 2006.

## Handling
Sarah är journalist och jobbar på New York Times familjesidor. Efter övertalning har hon gått med på att gifta sig med pojkvännen Jeff även om det inte känns riktigt rätt. Först måste hon dock åka till Pasadena och delta i sin systers bröllop. När hon sedan åker hem till sin släkt får hon veta en rätt chockerande familjehemlighet.

## Om filmen
Filmen är inspelad i Burbank, Los Angeles, Pasadena, San Francisco och Santa Rosa i Kalifornien.

## Rollista (urval)
| Jennifer Aniston     | – Sarah Huttinger     |
| Kevin Costner        | – Beau Burroughs      |
| Shirley MacLaine     | – Katharine Richelieu |
| Mark Ruffalo         | – Jeff Daly           |
| Richard Jenkins      | – Earl Huttinger      |
| Christopher McDonald | – Roger McManus       |
| Steve Sandvoss       | – Scott               |
| Mena Suvari          | – Annie Huttinger     |
| Mike Vogel           | – Blake Burroughs     |